# ピラールの聖母
ピラールの聖母 (スペイン語: Nuestra Señora del Pilar)は、西暦40年にスペインのサラゴサで起こった聖母の出現である。「ピラール」（Pilar）は柱を意味し、聖母が柱上に出現したことに因んで名付けられた。柱の聖母、柱上の聖母とも呼ばれる。聖母マリアの出現の最初の例で、かつ、唯一の存命中の出現である。
聖地はエブロ川の近くにあるヌエストラ・セニョーラ・デル・ピラール聖堂。ピラールの聖母は、スペイン及びヒスパニック世界の守護聖人とされる。

## 歴史

### 出現

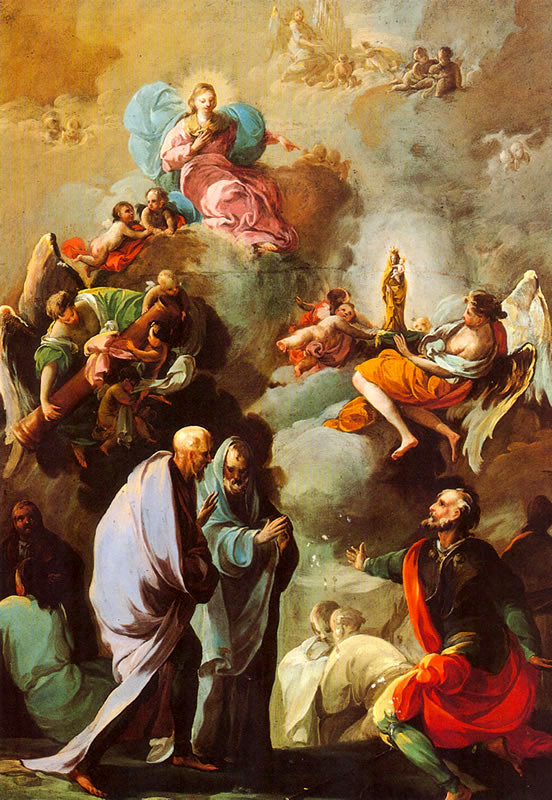
ゴヤ作：聖大ヤコブに現れた聖母

伝統的な古代スペインの伝統によると、西暦40年10月12日、初代キリスト教会の時代、イエス・キリストの12使徒のひとりである聖大ヤコブは、まだ異教の地であったローマ帝国属州ヒスパニアのカエサラウグスタ（Caesaraugusta、現在のスペイン・サラゴサ）で、福音を説いていた。聖大ヤコブは改宗者が少なかったので、落胆していた。彼が弟子の何人かとエブロ(Ebro)川の岸によって祈る間、聖母マリアが天使を連れて柱の上に出現すると言う奇蹟が起こった。
聖母は聖大ヤコブに人々は最終的に改宗するであろう、そして彼らの信仰は今聖母が立っている柱と同じぐらい強くなることを請け負った。聖母は聖大ヤコブにその柱と木彫りの木像を与えた。聖大ヤコブもまた聖母が残した柱があったところに教会をたてさせた。
一般的に信じられているのは、当時聖母は、存命中で、エフェソスかイエルサレムで暮らしており、聖母が聖大ヤコブに現れたのは、同時に2か所以上に存在できる力を使ったのであろうと言うことである。聖母が亡くなったのはキリストの死後3年から15年後だと信じられている。教会が建てられた後、聖大ヤコブは数人の弟子と共にイェルサレムに戻り、そこで殉教者となった。大聖ヤコブの伝説によると、彼の体はスペインの地に戻された。

### 承認

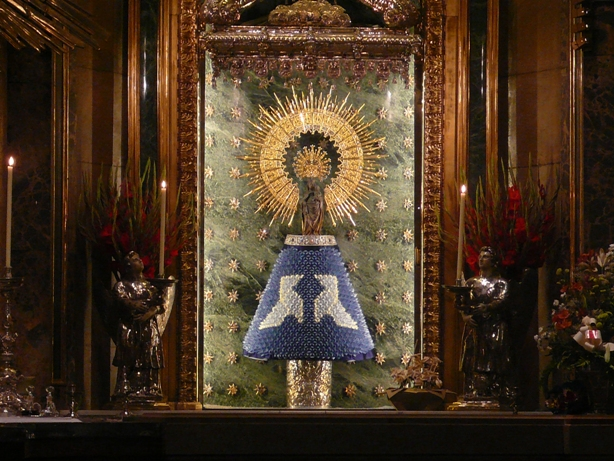
マントを付けたピラールの聖母の木像。このマントは紙製である。

ピラールの聖母の出現は伝統的に聖なる出来事として広く受け入れられている。初期の教皇は聖母の出現と聖堂の建設を正当とする教皇勅書をした。教皇カリストゥス3世は、ピラールの聖母に対する巡礼を奨励する文書を1456年に出している。スペインの大聖堂が建設される基礎となったことと、この奇蹟は良く知られている。
この大聖堂の由来となった奇蹟について多くの矛盾が生じていたため、教皇インノケンティウス13世の時代にスペイン国はこの問題を解決するように教皇庁に訴えた。12人の枢機卿の慎重な調査の結果、その問題は落ち着き、 1723年8月7日、ピラールの聖母の記念日は10月12日に祝われることとカトリック教会の公式日課には記載された。
教皇クレメンス12世は、1730年にスペイン帝国全土においてピラールの聖母の祝日を祝うことを許可した。この日がアメリカ大陸の発見と同じ日であったので、ピラールの聖母は後にヒスパニック世界の保護者と名付けられた。

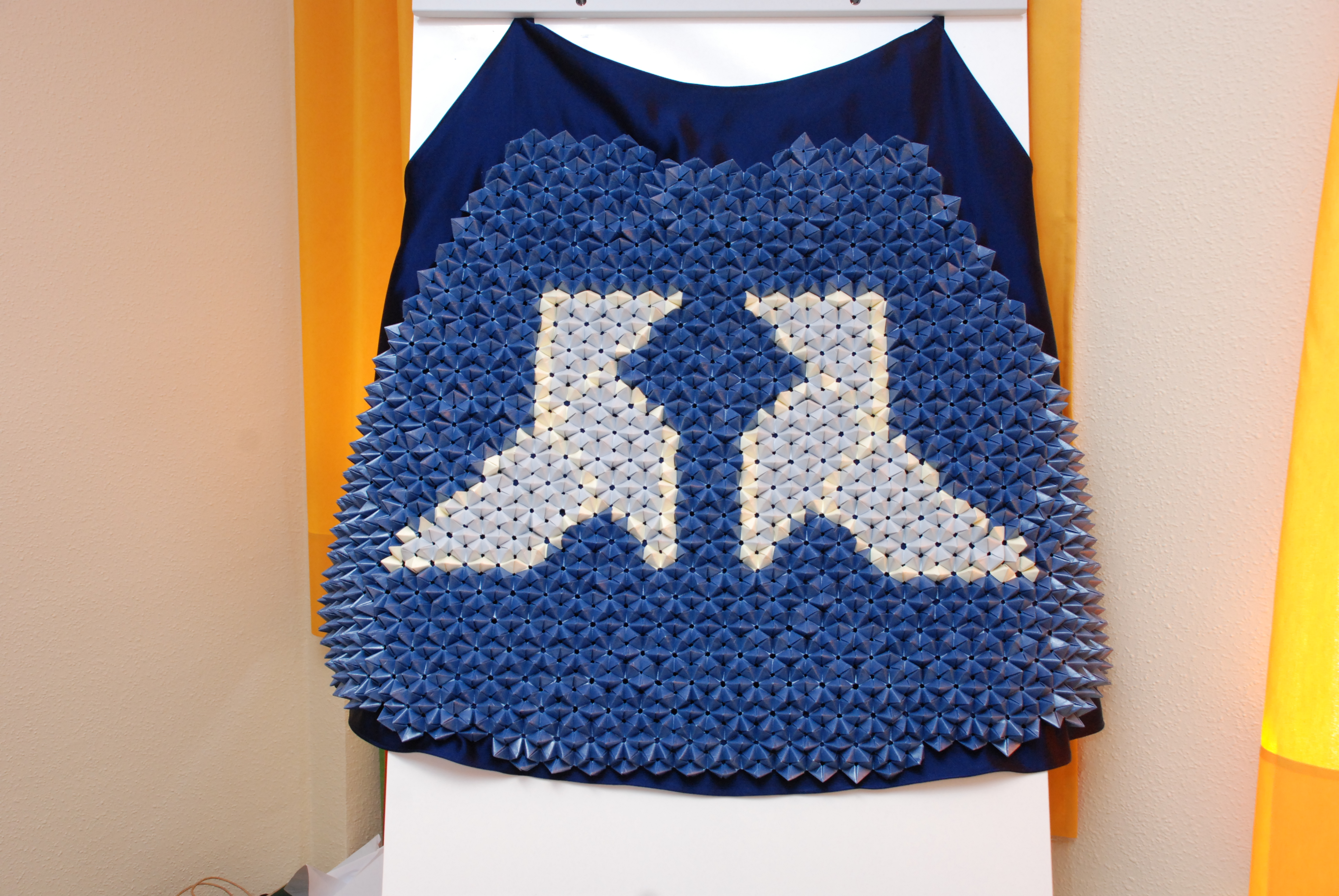
マントのみ撮影したもの。折り紙のように幾重にも折られている

### 像と柱の説明
多くの反対意見にもかかわらず、聖母マリアによって残されたとされる柱は現在は、ヌエストラ・セニョーラ・デル・ピラール聖堂の中に祀られている。1434年に元の教会が焼け落ち、現在のバシリカは再建されたものである。

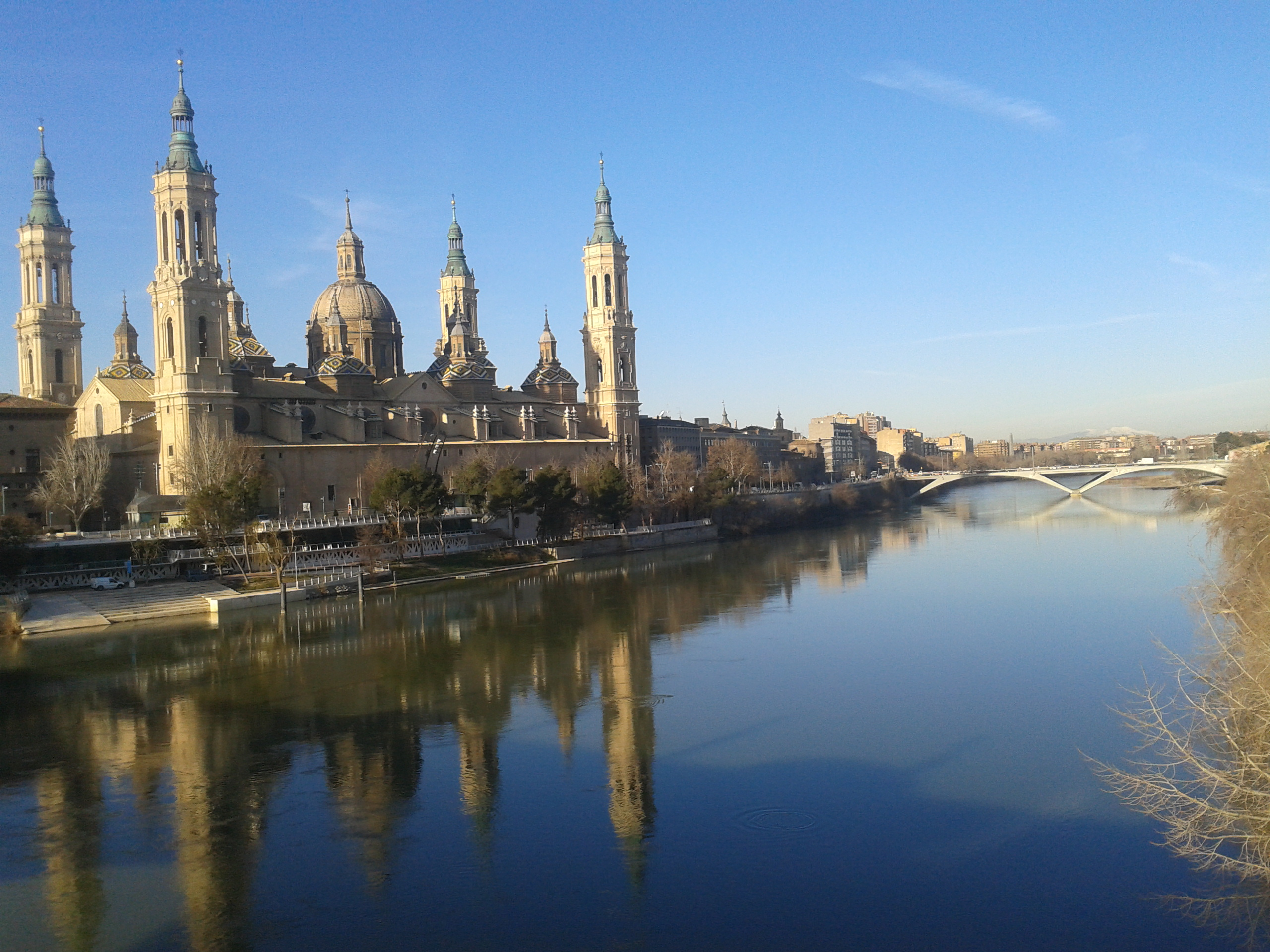
エボロ川の畔に建つヌエストラ・セニョーラ・デル・ピラール聖堂

聖母像については、それが本物かどうかの真偽は定かではない。 本物の木像は1434の教会が火災に会った時に燃えてしまったとする説もある。反対に他の説では現在もの木像は当時のものであると主張するものもある。聖母マリアの像は木製で高さは39センチ、左手に子供のイエスを抱いており、そのイエスの左手にはハトが止まっている。柱は高さ1.8mの碧玉の木で作られている。16世紀以来、柱は通常スカートの形をしたマントが被せてある。その前代は青銅のケースに守られさらにそのケースは吟のケースに入れて保管されている。木像には[1905年]、 聖ピウス5世により教会の規定に従って冠を載せられた。

### ヌエストラ・セニョーラ・デル・ピラール聖堂
現在のサラゴサにあるヌエストラ・セニョーラ・デル・ピラール聖堂の建設は1681年に始まり、1711年に完成した。18世紀の増築で、縦130m、横幅67mとなった。